# Ekaterina Antropova
Ekaterina Antropova est une joueuse italienne de volley-ball née le 19 mars 2003 à Akureyri, en Islande. Elle a remporté avec l'équipe d'Italie la médaille d'or du tournoi féminin aux Jeux olympiques d'été de 2024, organisés à Paris.